# Greckoe/Diskografie
Diese Diskografie ist eine Übersicht über die musikalischen Werke des in Deutschland wirkenden griechischen Rappers, Autoren und Musikproduzenten Greckoe. Den Schallplattenauszeichnungen zufolge hat er bisher mehr als 4,1 Millionen Tonträger verkauft. Seine erfolgreichste Veröffentlichung ist die Autorenbeteiligung 110 mit über 815.000 verkauften Einheiten.

## Alben

### Studioalben
| Jahr | Titel Musiklabel                           | Anmerkungen                              | Frontcover |
| ---- | ------------------------------------------ | ---------------------------------------- | ---------- |
| 2008 | Typisch griechisch Sektenmuzik (GA)        | Erstveröffentlichung: 26. September 2008 |            |
| 2011 | Scheinwelt One Million Berlin (Distri)     | Erstveröffentlichung: 9. Dezember 2011   |            |
| 2015 | Kiss Aus dem Nichts Entertainment (Distri) | Erstveröffentlichung: 12. Juni 2015      |            |

### Mixtapes
| Jahr | Titel Musiklabel                   | Anmerkungen                         | Frontcover |
| ---- | ---------------------------------- | ----------------------------------- | ---------- |
| 2007 | Ein Level weiter Sektenmuzik (SMD) | Erstveröffentlichung: 29. Juni 2007 |            |

## Singles

### Als Leadmusiker
| Jahr | Titel Album                               | Anmerkungen                                          | Frontcover |
| ---- | ----------------------------------------- | ---------------------------------------------------- | ---------- |
| 2008 | Typisch griechisch                        | Erstveröffentlichung: 3. Oktober 2008                |            |
| 2015 | Nur du Kiss                               | Erstveröffentlichung: 15. Mai 2015                   |            |
| 2015 | Ghetto Cinderella / Lass mich gehen* Kiss | Erstveröffentlichung: 5. Juni 2015 * feat. Fraygeist |            |
| 2024 | Auge –                                    | Erstveröffentlichung: 3. Mai 2024                    |            |
| 2024 | Goodie Bag –                              | Erstveröffentlichung: 12. Juli 2024                  |            |
| 2024 | Masterplan –                              | Erstveröffentlichung: 16. August 2024                |            |
| 2025 | TGV –                                     | Erstveröffentlichung: 7. Februar 2025                |            |

### Als Gastmusiker
| Jahr | Titel Album | Anmerkungen                                            | Frontcover |
| ---- | ----------- | ------------------------------------------------------ | ---------- |
| 2024 | Get Out –   | Erstveröffentlichung: 24. Mai 2024 Damar feat. Greckoe |            |

## Musikvideos
| Jahr | Titel                       | Regie                |
| ---- | --------------------------- | -------------------- |
| 2007 | Feiermuzik                  | Mikis Fontagnier     |
| 2008 | So machen wir das           | Paul Würdig          |
| 2008 | Typisch griechisch          | Robert Edward Davis  |
| 2008 | Sprich mir nach / Kernkraft | Chebacka             |
| 2009 | Südberlinstyle Part II      |                      |
| 2010 | Gib mir dein Geld           |                      |
| 2011 | Eisprinzessin               | Che André Bergendahl |
| 2012 | Reden                       |                      |
| 2014 | Immer wenn ich rappe        | High Colaw Pictures  |
| 2014 | Blokkhaus Allstars          |                      |
| 2015 | Nur du                      | 9 Liter Filmy        |
| 2015 | Lass mich gehen             | 9 Liter Filmy        |
| 2015 | Ghetto Cinderella           | High Colaw Pictures  |
| 2024 | Auge                        |                      |
| 2024 | Goodie Bag                  |                      |

## Autorenbeteiligungen und Produktionen
Greckoe als Autor (A) und Produzent (P) in den Charts

| Jahr | Titel Album                                     | Höchstplatzierung, Gesamtwochen, AuszeichnungChartplatzierungen (Jahr, Titel, Album, Platzierungen, Wochen, Auszeichnungen, Anmerkungen) | Höchstplatzierung, Gesamtwochen, AuszeichnungChartplatzierungen (Jahr, Titel, Album, Platzierungen, Wochen, Auszeichnungen, Anmerkungen) | Höchstplatzierung, Gesamtwochen, AuszeichnungChartplatzierungen (Jahr, Titel, Album, Platzierungen, Wochen, Auszeichnungen, Anmerkungen) | Anmerkungen                                                  |
| Jahr | Titel Album                                     | DE | AT | CH | Anmerkungen                                                  |
| --- | ----------------------------------------------- | --- | --- | --- | ------------------------------------------------------------ |
| 2018 | Hades A Bushido feat. Samra                     | DE8 (7 Wo.)DE | AT9 (2 Wo.)AT | CH8 (2 Wo.)CH | Erstveröffentlichung: 15. Juni 2018                          |
| 2019 | Harami A Samra                                  | DE1 Gold · (11 Wo.)DE | AT1 (9 Wo.)AT | CH1 (7 Wo.)CH | Erstveröffentlichung: 5. April 2019 Verkäufe: + 200.000      |
| 2019 | Shoote ma Shoote A Samra                        | DE14 (8 Wo.)DE | AT13 (8 Wo.)AT | CH15 (6 Wo.)CH | Erstveröffentlichung: 10. April 2019                         |
| 2019 | Marlboro rot A, P Samra                         | DE5 Gold · (7 Wo.)DE | AT5 (6 Wo.)AT | CH7 (5 Wo.)CH | Erstveröffentlichung: 24. Mai 2019 Verkäufe: + 200.000       |
| 2019 | Tilidin A Capital Bra & Samra                   | DE1 ×3Dreifachgold · (40 Wo.)DE | AT1 ×2Doppelplatin · (38 Wo.)AT | CH1 (35 Wo.)CH | Erstveröffentlichung: 21. Juni 2019 Verkäufe: + 660.000      |
| 2019 | Zombie A, P Capital Bra & Samra                 | DE1 Gold · (14 Wo.)DE | AT2 (9 Wo.)AT | CH6 (7 Wo.)CH | Erstveröffentlichung: 11. Juli 2019 Verkäufe: + 200.000      |
| 2019 | Nummer 1 A Capital Bra & Samra                  | DE1 Gold · (11 Wo.)DE | AT1 (6 Wo.)AT | CH2 (6 Wo.)CH | Erstveröffentlichung: 23. August 2019 Verkäufe: + 200.000    |
| 2019 | Huracan A, P Capital Bra & Samra                | DE3 Gold · (13 Wo.)DE | AT2 (13 Wo.)AT | CH3 (9 Wo.)CH | Erstveröffentlichung: 5. September 2019 Verkäufe: + 200.000  |
| 2019 | 110 A Capital Bra & Samra feat. Lea             | DE1 ×2Doppelplatin · (44 Wo.)DE | AT2 Gold · (38 Wo.)AT | CH2 (37 Wo.)CH | Erstveröffentlichung: 20. September 2019 Verkäufe: + 815.000 |
| 2019 | Berlin lebt wie nie zuvor A Capital Bra & Samra | DE5 (9 Wo.)DE | AT5 (5 Wo.)AT | CH5 (5 Wo.)CH | Erstveröffentlichung: 4. Oktober 2019                        |
| 2019 | Colt A, P Samra                                 | DE2 Gold · (14 Wo.)DE | AT3 (9 Wo.)AT | CH2 (9 Wo.)CH | Erstveröffentlichung: 6. Dezember 2019 Verkäufe: + 200.000   |
| 2019 | 95 BPM A Samra                                  | DE16 (5 Wo.)DE | AT46 (1 Wo.)AT | CH23 (2 Wo.)CH | Erstveröffentlichung: 11. Dezember 2019                      |
| 2020 | Zu Ende A Samra feat. Elif                      | DE4 Gold · (13 Wo.)DE | AT3 Gold · (7 Wo.)AT | CH8 (4 Wo.)CH | Erstveröffentlichung: 24. Januar 2020 Verkäufe: + 215.000    |
| 2020 | Mon Ami A, P Samra                              | DE3 Gold · (8 Wo.)DE | AT3 Gold · (6 Wo.)AT | CH4 (5 Wo.)CH | Erstveröffentlichung: 29. Januar 2020 Verkäufe: + 215.000    |
| 2020 | Weiss A, P Samra                                | DE3 Gold · (14 Wo.)DE | AT4 Gold · (7 Wo.)AT | CH4 (7 Wo.)CH | Erstveröffentlichung: 7. Februar 2020 Verkäufe: + 215.000    |
| 2020 | Schüsse im Regen A, P Samra                     | DE3 (5 Wo.)DE | AT5 (3 Wo.)AT | CH6 (3 Wo.)CH | Erstveröffentlichung: 21. Februar 2020                       |
| 2020 | 100k Cash A Capital Bra feat. Samra             | DE3 (5 Wo.)DE | AT2 (5 Wo.)AT | CH3 (4 Wo.)CH | Erstveröffentlichung: 28. Februar 2020                       |
| 2020 | 6 Uhr A Samra                                   | DE6 (5 Wo.)DE | AT7 (3 Wo.)AT | CH11 (3 Wo.)CH | Erstveröffentlichung: 6. März 2020                           |
| 2020 | Berlin A Samra feat. Capital Bra                | DE2 (8 Wo.)DE | AT2 (6 Wo.)AT | CH3 (6 Wo.)CH | Erstveröffentlichung: 13. März 2020                          |
| 2020 | Paris A, P Anonym feat. Samra                   | DE42 (1 Wo.)DE | — | CH100 (1 Wo.)CH | Erstveröffentlichung: 20. März 2020                          |
| 2020 | BaeBae A Samra                                  | DE2 Gold · (11 Wo.)DE | AT5 (7 Wo.)AT | CH5 (9 Wo.)CH | Erstveröffentlichung: 10. April 2020 Verkäufe: + 200.000     |
| 2020 | 365 Tage A Samra feat. Capital Bra              | DE4 (6 Wo.)DE | AT4 (4 Wo.)AT | CH7 (4 Wo.)CH | Erstveröffentlichung: 17. April 2020                         |
| 2020 | 45 A Jalil feat. Samra                          | DE37 (2 Wo.)DE | AT66 (1 Wo.)AT | CH68 (1 Wo.)CH | Erstveröffentlichung: 15. Mai 2020                           |
| 2020 | Calle A Dú Maroc feat. Samra                    | DE85 (1 Wo.)DE | — | — | Erstveröffentlichung: 29. Mai 2020                           |
| 2020 | Shakira A Kalazh44 feat. Samra                  | DE10 (4 Wo.)DE | AT13 (2 Wo.)AT | CH18 (2 Wo.)CH | Erstveröffentlichung: 19. Juni 2020                          |
| 2020 | Miskin A Samra                                  | DE10 (3 Wo.)DE | AT14 (2 Wo.)AT | CH23 (2 Wo.)CH | Erstveröffentlichung: 17. Juli 2020                          |
| 2020 | 24 Stunden A Samra                              | DE4 (6 Wo.)DE | AT13 (3 Wo.)AT | CH16 (3 Wo.)CH | Erstveröffentlichung: 7. August 2020                         |
| 2020 | Lebst du noch A Samra                           | DE9 (3 Wo.)DE | AT27 (2 Wo.)AT | CH33 (1 Wo.)CH | Erstveröffentlichung: 28. August 2020                        |
| 2020 | Rohdiamant ٢٠٢٠ A Samra                         | DE1 (8 Wo.)DE | AT3 (5 Wo.)AT | CH4 (6 Wo.)CH | Erstveröffentlichung: 2. Oktober 2020                        |
| 2020 | Kennst du das?! A Samra                         | DE1 (3 Wo.)DE | AT8 (2 Wo.)AT | CH9 (2 Wo.)CH | Erstveröffentlichung: 13. November 2020                      |
| 2020 | Lost A Samra feat. Topic42                      | DE3 Gold · (20 Wo.)DE | AT7 (12 Wo.)AT | CH8 (7 Wo.)CH | Erstveröffentlichung: 10. Dezember 2020 Verkäufe: + 200.000  |
| 2021 | Goldjunge A Samra                               | DE27 (1 Wo.)DE | AT46 (1 Wo.)AT | CH48 (1 Wo.)CH | Erstveröffentlichung: 15. Januar 2021                        |
| 2021 | SMS A Samra                                     | DE6 (4 Wo.)DE | AT15 (2 Wo.)AT | CH18 (2 Wo.)CH | Erstveröffentlichung: 18. Februar 2021                       |
| 2021 | Leere Hände A Santos feat. Sido & Samra         | DE2 Gold · (12 Wo.)DE | AT5 (8 Wo.)AT | CH5 (13 Wo.)CH | Erstveröffentlichung: 9. April 2021 Verkäufe: + 200.000      |
| 2021 | Augen überall A Samra feat. Ano                 | DE15 (2 Wo.)DE | AT35 (1 Wo.)AT | CH39 (1 Wo.)CH | Erstveröffentlichung: 12. März 2021                          |
| 2021 | Draufgängerjunge A, P Samra                     | DE38 (1 Wo.)DE | — | CH41 (1 Wo.)CH | Erstveröffentlichung: 10. Dezember 2021                      |
| 2022 | Augen wieder rot A Samra                        | DE42 (1 Wo.)DE | — | CH71 (1 Wo.)CH | Erstveröffentlichung: 23. September 2022                     |
| Folgende Lieder erschienen nicht als Single, wurden aber durch das Album zum Download und Streaming bereitgestellt und konnten somit eine Platzierung erlangen: |                                                 | | | |                                                              |
| |                                                 | | | |                                                              |
| 2019 | Purple Rain A Capital Bra & Samra feat. Santos  | DE50 Gold · (3 Wo.)DE | — | — | Charteinstieg: 25. Oktober 2019 Verkäufe: + 200.000          |
| 2019 | Lieber Gott A Capital Bra & Samra               | DE62 (2 Wo.)DE | — | — | Charteinstieg: 25. Oktober 2019                              |
| 2019 | So alleine A Capital Bra & Samra                | DE87 (1 Wo.)DE | — | — | Charteinstieg: 25. Oktober 2019                              |
| 2020 | Tief in die Nacht A Samra feat. Capital Bra     | — | AT35 (1 Wo.)AT | CH37 (1 Wo.)CH | Charteinstieg: 26. April 2020                                |
| 2020 | Augen zu A Elif feat. Samra                     | DE9 (8 Wo.)DE | AT28 (2 Wo.)AT | CH40 (2 Wo.)CH | Charteinstieg: 11. September 2020                            |
| 2021 | Star A Samra                                    | DE— aDE | AT49 (1 Wo.)AT | CH49 (1 Wo.)CH | Videoauskopplung: 23. April 2021 Charteinstieg: 2. Mai 2021  |

## Sonderveröffentlichungen

### Alben
| Jahr | Titel Musiklabel                               | Anmerkungen                                                                   |
| ---- | ---------------------------------------------- | ----------------------------------------------------------------------------- |
| 2010 | Mein HipHop, das Business und ich Selbstverlag | Erstveröffentlichung: 1. November 2010 kostenloser Download auf sekte-fans.de |

### Lieder
| Jahr | Titel Album                                               | Anmerkungen                                                                              |
| ---- | --------------------------------------------------------- | ---------------------------------------------------------------------------------------- |
| 2006 | Boys im Club Das Beste                                    | Erstveröffentlichung: 8. Dezember 2006 MOK feat. B-Tight, Greckoe & Grüne Medizin        |
| 2006 | Schicksal Das Beste                                       | Erstveröffentlichung: 8. Dezember 2006 Gastbeitrag bei MOK                               |
| 2007 | Ausnahmezustand Terror Tape: Jez Is Showtime              | Erstveröffentlichung: 2007 Keskin feat. Greckoe                                          |
| 2007 | Die wilden Kerle Geladen und entsichert                   | Erstveröffentlichung: 25. Mai 2007 Alpa Gun feat. Bendt, Fumse, Greckoe & Grüne Medizin  |
| 2007 | Jetzt komm ich Neger Neger                                | Erstveröffentlichung: 27. April 2007 B-Tight feat. Greckoe                               |
| 2007 | Lieben oder hassen Psychose                               | Erstveröffentlichung: 28. September 2007 Grüne Medizin feat. Greckoe                     |
| 2007 | Feiermuzik HARRYge Angelegenheit                          | Erstveröffentlichung: 5. Oktober 2007 B-Tight feat. Greckoe                              |
| 2007 | Ich seh was Ghetto Romantik                               | Erstveröffentlichung: 16. November 2007 Harris feat. Greckoe                             |
| 2008 | Hoffnung für das Land Dorn im Auge                        | Erstveröffentlichung: 14. März 2008 Kaisa feat. Greckoe                                  |
| 2008 | Hört zu Aufstand auf den billigen Plätzen                 | Erstveröffentlichung: 2. Mai 2008 Alpa Gun feat. Greckoe                                 |
| 2008 | Schule Ich und meine Maske                                | Erstveröffentlichung: 30. Mai 2008 Sido feat. Alpa Gun & Greckoe                         |
| 2008 | Glücklich Goldständer (Premium Edition)                   | Erstveröffentlichung: 31. Oktober 2008 B-Tight feat. Freddy Cool & Greckoe               |
| 2009 | Mitten ins Gesicht Hate It or Love It                     | Erstveröffentlichung: 21. August 2009 Sudden feat. Greckoe                               |
| 2009 | Outro (Seniorenstatus Remix) Aggro Berlin                 | Erstveröffentlichung: 30. Oktober 2009 Sido feat. Greckoe, Laas Unltd. & Liquit Walker   |
| 2009 | Jetzt komm ich Crackstreet Boys                           | Erstveröffentlichung: 5. Dezember 2009 Pimpulsiv & Sudden feat. Greckoe                  |
| 2010 | Fix und fertig Zeit für Action                            | Erstveröffentlichung: 18. Januar 2010 Blerta feat. Greckoe                               |
| 2010 | Chaosprinzessin Romantisches Arschloch                    | Erstveröffentlichung: 10. Dezember 2010 Sudden feat. Greckoe                             |
| 2011 | Steiniger Weg Ohrwurm der Straße                          | Erstveröffentlichung: 26. Januar 2011 MC Bain feat. Greckoe                              |
| 2011 | Von Hood zu Hood Lauter stärker besser härter             | Erstveröffentlichung: 16. Dezember 2011 Die Kralle & Rako feat. Verschiedene Interpreten |
| 2012 | Froh, dass du weg bist! Anti Strass – Das verlorene Album | Erstveröffentlichung: 5. Oktober 2012 Serk feat. Greckoe                                 |
| 2013 | Griechen Italiano Slang Die Nacht des Partisanen          | Erstveröffentlichung: 21. Juni 2013 Sherlock Flows feat. Greckoe                         |
| 2013 | Infiziert & untot 2060: Zeugen der Apokalypse             | Erstveröffentlichung: 2. August 2013 Blokkmonsta & Schwartz feat. Greckoe                |
| 2014 | Tagebuch Zeitpunkt                                        | Erstveröffentlichung: 7. Februar 2014 Viruz feat. Greckoe & Koeppen                      |
| 2014 | Blokkhaus Allstars Blokkhaus                              | Erstveröffentlichung: 19. September 2014 Blokkmonsta feat. Verschiedene Interpreten      |
| 2014 | Real Talk Blokkhaus                                       | Erstveröffentlichung: 19. September 2014 Blokkmonsta feat. Greckoe                       |
| 2014 | Full Time Job Książę aka. slumilioner                     | Erstveröffentlichung: 18. Oktober 2014 RPS & WHR feat. Verschiedene Interpreten          |
| 2015 | The Messer Chaptaaay Gang                                 | Erstveröffentlichung: 16. Oktober 2015 Nils Davis feat. Verschiedene Interpreten         |
| 2016 | Eine Welt Foreigners                                      | Erstveröffentlichung: 14. Februar 2016 Le First feat. Greckoe & Knightstalker            |
| 2016 | Straßensymphonie Regen                                    | Erstveröffentlichung: 18. März 2016 Azyl feat. Greckoe                                   |
| 2018 | High – Lost Tapez 2016 Featurama                          | Erstveröffentlichung: 24. Dezember 2018 Viruz feat. Greckoe                              |

| Jahr | Titel Album                                                     | Anmerkungen                                                                        |
| ---- | --------------------------------------------------------------- | ---------------------------------------------------------------------------------- |
| 2006 | Bang Bad Boys 2 (Mixtape)                                       | Erstveröffentlichung: 13. Oktober 2006 feat. MOK                                   |
| 2006 | Eure Zeit ist abgelaufen Bad Boys 2 (Mixtape)                   | Erstveröffentlichung: 13. Oktober 2006 mit Grüne Medizin feat. MOK                 |
| 2007 | Das beste Label SektenMuzik – Der Sampler I                     | Erstveröffentlichung: 13. April 2007 mit Alpa Gun, Bendt, Fuhrman & Grüne Medizin  |
| 2007 | Fast jede Frau SektenMuzik – Der Sampler I                      | Erstveröffentlichung: 13. April 2007 mit Freddy Cool, Koeppen & Viruz              |
| 2007 | Intro SektenMuzik – Der Sampler I                               | Erstveröffentlichung: 13. April 2007 mit Alpa Gun, Bendt, Fuhrman & Grüne Medizin  |
| 2007 | Non plus Ultra SektenMuzik – Der Sampler I                      | Erstveröffentlichung: 13. April 2007 mit Schmökill                                 |
| 2007 | Offensive SektenMuzik – Der Sampler I                           | Erstveröffentlichung: 13. April 2007 mit Freddy Cool                               |
| 2007 | Tick Tick SektenMuzik – Der Sampler I                           | Erstveröffentlichung: 13. April 2007 mit Alpa Gun, Bendt, Fuhrman & Grüne Medizin  |
| 2007 | Was ist dein Ziel SektenMuzik – Der Sampler I                   | Erstveröffentlichung: 13. April 2007 mit Alpa Gun                                  |
| 2007 | Wie am ersten Tag SektenMuzik – Der Sampler I                   | Erstveröffentlichung: 13. April 2007                                               |
| 2007 | New Kids on the Block, Pt. II Juice CD #75                      | Erstveröffentlichung: 18. Mai 2007 mit Verschiedene Interpreten                    |
| 2008 | Der Beste Juice CD #89                                          | Erstveröffentlichung: 2008                                                         |
| 2008 | Angriff SektenMuzik – Der Sampler II                            | Erstveröffentlichung: 18. Januar 2008 mit B-Tight, Tony D & Viruz                  |
| 2008 | Glaub an Dich SektenMuzik – Der Sampler II                      | Erstveröffentlichung: 18. Januar 2008 mit Alpa Gun & B-Tight                       |
| 2008 | Kernkraft SektenMuzik – Der Sampler II                          | Erstveröffentlichung: 18. Januar 2008 mit Fuhrmann                                 |
| 2008 | Kommt mal klar SektenMuzik – Der Sampler II                     | Erstveröffentlichung: 18. Januar 2008 mit Bendt & Schmökill                        |
| 2008 | Nick den Schädel SektenMuzik – Der Sampler II                   | Erstveröffentlichung: 18. Januar 2008 mit Freddy Cool & Fuhrmann                   |
| 2008 | Non Plus Ultra 2 SektenMuzik – Der Sampler II                   | Erstveröffentlichung: 18. Januar 2008 mit Schmökill                                |
| 2008 | Oh wie schön SektenMuzik – Der Sampler II                       | Erstveröffentlichung: 18. Januar 2008 mit Alpa Gun & Grüne Medizin                 |
| 2008 | Sampler Nummer Zwei SektenMuzik – Der Sampler II                | Erstveröffentlichung: 18. Januar 2008 mit Alpa Gun & Freddy Cool                   |
| 2008 | Selbstverständlich SektenMuzik – Der Sampler II                 | Erstveröffentlichung: 18. Januar 2008 mit Alpa Gun, Bendt & Fuhrmann               |
| 2008 | So machen wir das SektenMuzik – Der Sampler II                  | Erstveröffentlichung: 18. Januar 2008 mit Alpa Gun & Sido                          |
| 2008 | Sprich mir nach SektenMuzik – Der Sampler II                    | Erstveröffentlichung: 18. Januar 2008 mit Alpa Gun, Bendt & Fuhrmann               |
| 2008 | Todeskreis SektenMuzik – Der Sampler II                         | Erstveröffentlichung: 18. Januar 2008 mit Alpa Gun, Bendt, Fuhrman & Grüne Medizin |
| 2008 | Was ist mit dir los? SektenMuzik – Der Sampler II               | Erstveröffentlichung: 18. Januar 2008                                              |
| 2008 | Weltwunder SektenMuzik – Der Sampler II                         | Erstveröffentlichung: 18. Januar 2008 mit Alpa Gun                                 |
| 2008 | Wissen, Flow und Talent SektenMuzik – Der Sampler II            | Erstveröffentlichung: 18. Januar 2008 mit Alpa Gun, Bendt & Fuhrmann               |
| 2008 | Reißt euch zusammen Rap City Berlin 3                           | Erstveröffentlichung: 16. Mai 2008                                                 |
| 2009 | Ich rauch einen mit Chewi SektenMuzik – Der Sampler III         | Erstveröffentlichung: 13. Februar 2009 mit Viruz                                   |
| 2009 | Kein Spiel SektenMuzik – Der Sampler III                        | Erstveröffentlichung: 13. Februar 2009 mit Alpa Gun, B-Tight, Fuhrman & Viruz      |
| 2009 | Links rechts SektenMuzik – Der Sampler III                      | Erstveröffentlichung: 13. Februar 2009 mit Fuhrman, Koeppen, Schmökill & Viruz     |
| 2009 | Muckimänner SektenMuzik – Der Sampler III                       | Erstveröffentlichung: 13. Februar 2009 mit Schmökill & Viruz                       |
| 2009 | Nick den Schädel II SektenMuzik – Der Sampler III               | Erstveröffentlichung: 13. Februar 2009 mit Freddy Cool                             |
| 2009 | Non Plus Ultra III SektenMuzik – Der Sampler III                | Erstveröffentlichung: 13. Februar 2009 mit Schmökill                               |
| 2009 | Shrödaz SektenMuzik – Der Sampler III                           | Erstveröffentlichung: 13. Februar 2009 mit Bendt, Fuhrman & Grüne Medizin          |
| 2009 | Wieder da SektenMuzik – Der Sampler III                         | Erstveröffentlichung: 13. Februar 2009 mit Fuhrman, Koeppen, Schmökill & Viruz     |
| 2012 | Click Click Boom Distributionz Sampler Nr. II (Digital Edition) | Erstveröffentlichung: 2012                                                         |
| 2012 | Schneekönig Weihnachten im Untergrund 2                         | Erstveröffentlichung: 21. Dezember 2012                                            |
| 2013 | Wir warens Streng Verboten! 3                                   | Erstveröffentlichung: 6. Dezember 2013 mit Brax, Die Kralle & Major                |
| 2013 | Zieh dich warm an Weihnachten im Untergrund 3                   | Erstveröffentlichung: 20. Dezember 2013 mit Azyl                                   |
| 2015 | HeaT Distributionz Sampler Nr. II                               | Erstveröffentlichung: 18. Dezember 2015 mit Azyl                                   |

## Statistik

### Chartauswertung
|                       | DE     | AT     | CH     |
| --------------------- | ------ | ------ | ------ |
| Nummer-eins-Singles   | DE7DE  | AT3AT  | CH2CH  |
| Top-10-Singles        | DE29DE | AT23AT | CH22CH |
| Singles in den Charts | DE41DE | AT36AT | CH39CH |

|                       | DE    | AT    | CH    |
| --------------------- | ----- | ----- | ----- |
| Nummer-eins-Singles   | DE1DE | AT—AT | CH—CH |
| Top-10-Singles        | DE7DE | AT7AT | CH7CH |
| Singles in den Charts | DE9DE | AT7AT | CH9CH |

### Auszeichnungen für Musikverkäufe
Anmerkung: Auszeichnungen in Ländern aus den Charttabellen bzw. Chartboxen sind in ebendiesen zu finden.
| Land/RegionAuszeichnungen für Musikverkäufe (Land/Region, Auszeichnungen, Verkäufe, Quellen) | Gold       | Platin     | Verkäufe  | Quellen           |
| -------------------------------------------------------------------------------------------- | ---------- | ---------- | --------- | ----------------- |
| Deutschland (BVMI)                                                                           | 14× Gold14 | 3× Platin3 | 4.000.000 | musikindustrie.de |
| Österreich (IFPI)                                                                            | 4× Gold4   | 2× Platin2 | 120.000   | ifpi.at           |
| Insgesamt                                                                                    | 18× Gold18 | 5× Platin5 |           |                   |